# San Jose de Buan
San Jose De Buan is een gemeente in de Filipijnse provincie Samar op het gelijknamig eiland Samar. Bij de laatste census in 2007 had de gemeente bijna 7 duizend inwoners.

## Geografie

### Bestuurlijke indeling
San Jose De Buan is onderverdeeld in de volgende 14 barangays:
| - Aguingayan - Babaclayon - Barangay 1 - Barangay 2 - Barangay 3 - Barangay 4 - Can-aponte | - Cataydongan - Gusa - Hagbay - Hibaca-an - Hiduroma - Hilumot - San Nicolas |

## Demografie
San Jose de Buan had bij de census van 2007 een inwoneraantal van 6.814 mensen. Dit zijn 376 mensen (5,8%) meer dan bij de vorige census van 2000. De gemiddelde jaarlijkse groei komt daarmee uit op 0,79%, hetgeen lager is dan het landelijk jaarlijks gemiddelde over deze periode (2,04%). Vergeleken met de census van 1995 is het aantal mensen met 1.343 (24,5%) toegenomen.

De bevolkingsdichtheid van San Jose de Buan was ten tijde van de laatste census, met 6.814 inwoners op 366,9 km², 18,6 mensen per km².